# Rafael Junquera Maldonado
Rafael Junquera Maldonado (n.1940-2017) fue un escritor mexicano, originario de Orizaba, en el estado de Veracruz. Se dedicó en su juventud a la lucha social, motivo por el cual fue encarcelado en la prisión de Lecumberri, en la Ciudad de México, D.F. por su participación en el movimiento estudiantil de 1968; más tarde fue atrapado por el sector público , pero esto no impidió que incursionara en el periodismo y la literatura. Como resultado de estas incursiones publicó artículos, ensayos varios, y novelas, destacando en su obra literaria: Lecumberri (1968), ¿Por qué insistir en Mr. White (1971), La Reforma Política (1977)", ¿Qué harás esta noche Lambrija", (1992), El recinto de Animalia (1997), La eterna noche de Brumalia (2000), Mañana también es pasado (2003) y Don Julian echa su gato a retozar (2004), entre otras obras inéditas al momento de su deceso. Rafael Junquera radicaba en Xalapa, Veracruz. Falleció el 12 de abril de 2017.